# سانتا إيناس، بارايبا
سانتا إينيس، بارايبا بلدية في ولاية بارايبا في المنطقة الشمالية الشرقية من البرازيل.